# Pandesma quenaradi
Pandesma quenaradi là một loài bướm đêm trong họ Erebidae.